# Isaac W. Heyman
Isaac Wulff Heyman (1. november 1818 i København – 19. juni 1884 sammedsteds) var en dansk erhvervsleder, borgerrepræsentant i København og broder til Philip W. Heyman.
Isaac W. Heyman etablerede sig atten år gammel som vekselerer i hovedstaden sammen med I.M. Levin og arbejdede her i en halv snes år i en gunstig periode. I 1848 udtrådte han af firmaet og arbejdede i nogle år som vekselmægler, hvorved han fik opbygget en stor formue, som han yderligere satte til at arbejde gennem ejendomshandel og ved anbringelse i byggeprojekter og forskellige industrielle virksomheder.
Sammen med sin far anlagde han i 1853 Bryggeriet Svanholm, som bryggede bajersk øl. Han drev bryggeriet til sin død og udvidede det bl.a. med en pavillon. I 1892 indgik det i De forenede Bryggerier. Endvidere anlagde han den kemiske fabrik Sophiehaab og var en tid medejer af Christianshavns Dampmølle, ligesom han øvede stor indflydelse i Københavns Grundejerforening, hvor han var næstformand 1865-81 og formand 1881-84.
1862 var Heyman medstifter af Industribanken, i hvis repræsentantskab han havde sæde til 1880, de tre sidste år som formand. 1878 overtog han sammen med C.A. Olesen Roeskilde Spritfabrik, der blev moderniseret, og som i 1881 blev opslugt af De danske Spritfabrikker.
Han var desuden 1871-1880 medlem af Københavns Borgerrepræsentation. Han oprettede flere velgørende stiftelser og legater. Inden for den jødiske menighed var han meget virksom, bl.a. som medlem af repræsentantskabet og som bestyrelsesmedlem i flere af menighedens velgørende foreninger. 
Heyman blev kommerceråd 1861, etatsråd 1882, Ridder af Dannebrog 1865 og Dannebrogsmand 1869. 
Han er begravet på Mosaisk Nordre Begravelsesplads.
Han er malet af David Monies (i familieeje) og af Andreas Herman Hunæus 1852. Pennetegning af Victor Hansen ca. 1884. Træsnit 1871. Litografi.